# 拉埃克韋雷

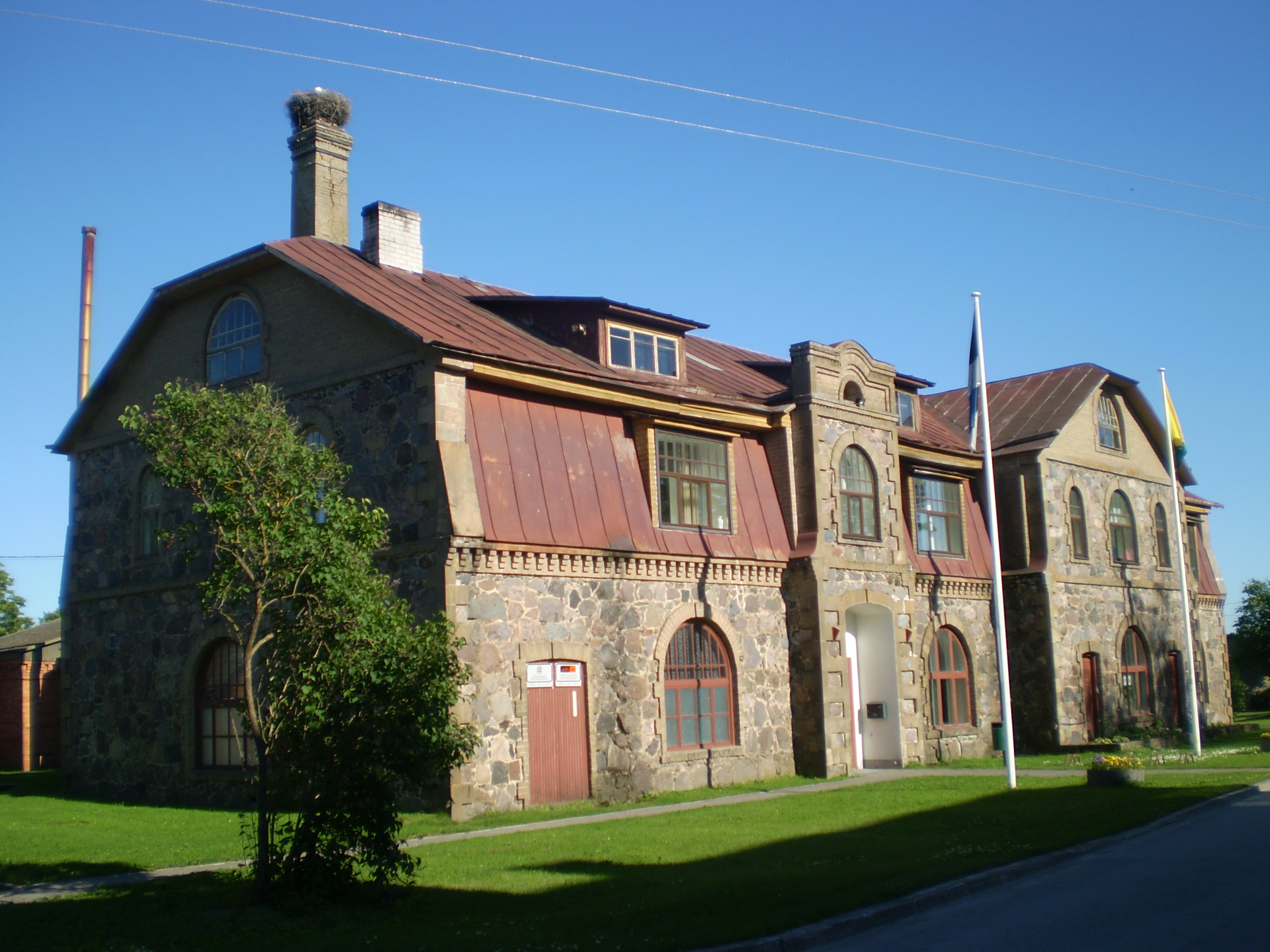
拉埃克韋雷奶制品厂

拉埃克韋雷，是愛沙尼亞西維魯縣溫尼市镇内的小鎮，處於首都塔林以東110公里，海拔高度122米，2012年該小鎮人口472。
2017年爱沙尼亚行政改革之前拉埃克韋雷是原拉埃克韋雷市镇的行政中心。